# Wolfgang Fischer (Journalist)
Wolfgang Fischer (geboren 25. Februar 1898 in Görlitz, Niederschlesien; gestorben 27. Januar 1975 in West-Berlin) war ein deutscher Journalist und Zeitungsherausgeber in Berlin und Shanghai. In der Emigration lieferte er Berichte an deutsche Geheimdienstmitarbeiter.

## Leben und Wirken

### Herkunft und Tätigkeiten in Berlin
Wolfgang Fischer kam aus einer jüdischen Familie in Görlitz in Schlesien, sein Vater war Max Fischer, die Mutter Johanna (Hanneke) Adler. Seine Schwester Edith Fischer-Cohn (1894–1942) emigrierte später in die Niederlande und starb im KZ Auschwitz. Sein Bruder Alfred Joachim Fischer (1909–nach 1990) wurde nach seiner Emigration  Journalist in der Schweiz.
Wolfgang Fischer nahm als Freiwilliger am Ersten Weltkrieg teil. Danach war er als Sportjournalist für die Berliner Volkszeitung tätig. Von 1925 bis 1926 gab er die Deutsche Filmwoche heraus und von 1927 bis 1928 die Filmbühne, in seinem Filmblitz-Verlag in der Nürnberger Straße 40. In dieser Zeit organisierte er wahrscheinlich jährliche Prominentenparties der Filmbranche auf der Insel Sylt.

### Exil in Shanghai
Im Frühjahr 1939 emigrierte Wolfgang Fischer nach Shanghai in China, wie viele andere deutsche Juden auch. Dort  gab er einen Monat nach seiner Ankunft am 30. März die Shanghai Woche heraus, als erste deutschsprachige Exilzeitung in der Stadt (bzw. im Ghetto). Diese führte er  von 1940 bis 1941 als 8 Uhr Abendblatt weiter, danach von 1942 bis 1943 wieder als Shanghai Woche. Er schrieb auch für das Shanghai Jewish Chronicle und leitete 1946 das Shanghai Echo. 
Wolfgang Fischer organisierte viele Unterhaltungsveranstaltungen für die europäischen Emigranten in Shanghai, die ein wichtiger Treffpunkt wurden.  Er lieferte auch Informationen an die deutsche Abwehr, die SS und Gestapoagenten, über kommunistische Tendenzen in der Emigrantenszene, Beziehungen  von deutschen Männern mit jüdischen Frauen und Geld- und Devisengeschäfte. Nachdem Ermittlungen nach Kriegsende dieses festgestellt hatten, wurde ihm der Status eines bona fide refugee (gutwilliger Emigrant) von der Association of Refugees of Germany 1947  offiziell aberkannt und er aus der Vereinigung ausgeschlossen.

### Rückkehr nach West-Berlin
1946 kehrte Wolfgang Fischer nach Berlin zurück. Dort beteiligte er sich an der Verteilung von amerikanischen Care-Paketen an Film- und Theaterschaffende. Er war in den folgenden Jahren als freischaffender Journalist tätig und arbeitete auch in einem Filmclub.

## Werke
- Von Asta Nielsen bis Sonja Ziemann. Lebenserinnerungen eines Filmreporters. Berlin 1958